# 히지카타 히사모토

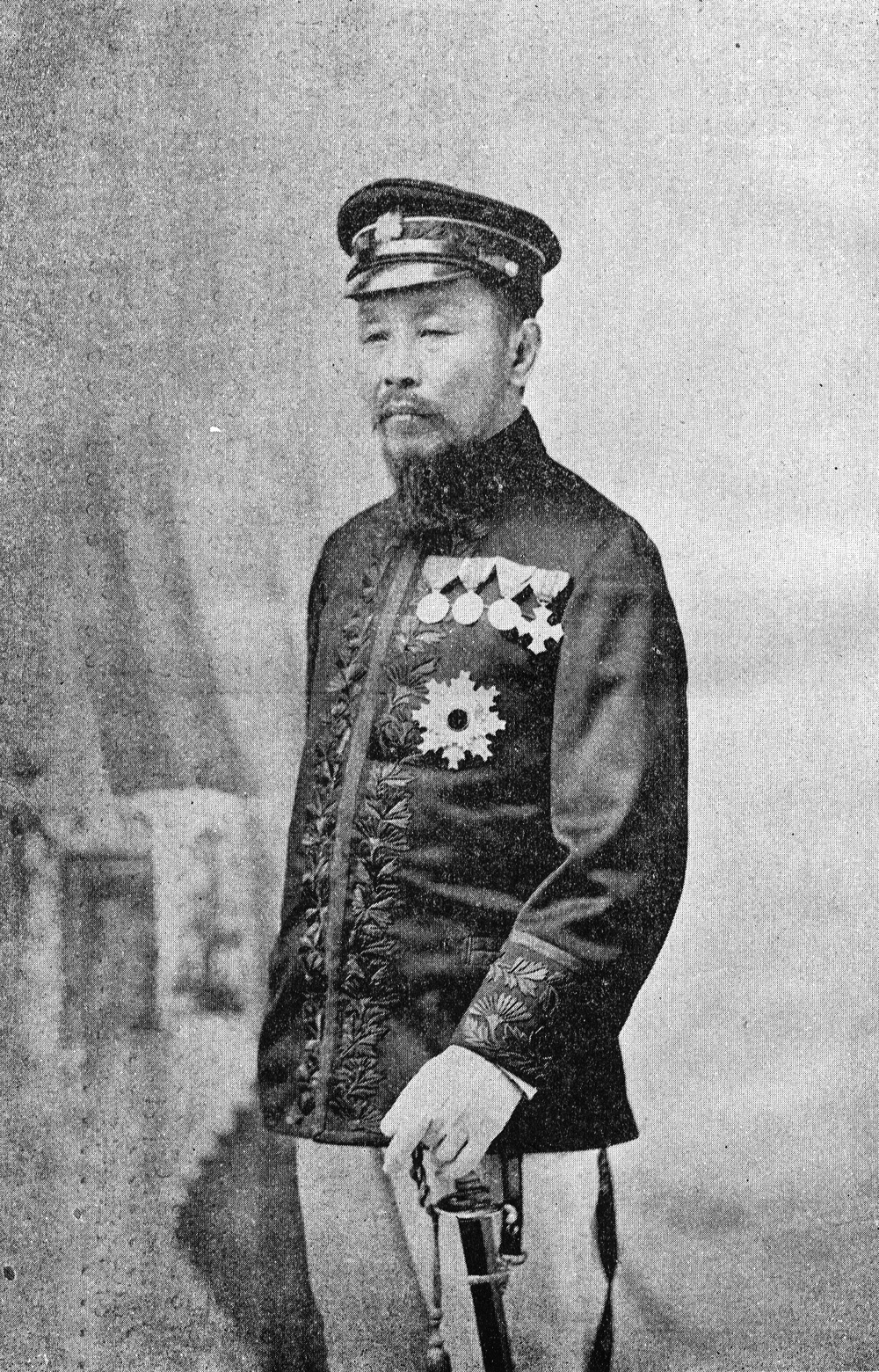
히지카타 히사모토 백작 (1899년)

히지카타 히사모토(일본어: 土方久元, 1833년 11월 23일 ~ 1918년 11월 4일)는 일본의 정치가, 관료였다. 정2위, 훈1등, 백작.
도사 번의 무사 집안에서 태어나 1857년 에도의 유학자 오하시 도쓰안(大橋訥庵) 문하에서 공부하며 존황양이 사상에 경도되었다. 고향에서 다케치 즈이잔이 결성한 도사 근왕당에 참여하고 조슈 번 등의 존양파와 교류하다가 정변으로 조슈 번이 실각하고 막부의 조슈 정벌이 시작되자 산조 사네토미 등과 함께 규슈로 도망쳤다.
메이지 유신 이후로는 새 정부에 참여하여 주로 궁정에 관한 여러 요직을 역임하였고, 이토 내각에 등용된 이후로도 황제의 권력 신장을 주장하는 등 왕당 보수파로 활동하였다. 1918년 폐렴으로 사망하였다.

## 같이 보기
- 산조 사네토미
- 삿초 동맹

|  | 제1대 히지카타 (히사모토) 백작가 당주 1895년 ~ 1918년 | 후임 히지카타 요시 |

|  | 히지카타 (히사모토) 자작가 당주 1887년 ~ 1895년 | 후임 백작으로 승작 |